# Michail Ivanovič Rodionov
Michail Ivanovič Rodionov (in russo Михаил Иванович Родионов?; Ratunino, 8 novembre 1907, 25 ottobre del calendario giuliano – Leningrado, 1º ottobre 1950) è stato un politico sovietico.

## Biografia
Nato nel Governatorato di Nižnij Novgorod, terminò nel 1927 l'Istituto pedagogico di Lyskovo. Fu membro del Partito Comunista di tutta l'Unione (bolscevico) dal 1929 e ricoprì vari ruoli partitici e amministrativi fino a diventare tra il 1939 e il 1940 Presidente del Comitato esecutivo del Soviet regionale dell'Oblast' di Gor'kij e dal 1940 al 1946 del Comitato regionale del partito nella stessa oblast'. Tra il 1946 e il 1949 fu membro dell'Orgburo e Presidente del Consiglio dei ministri della RSFS Russa. Fu arrestato nell'agosto 1949 e giustiziato un anno più tardi nell'ambito del cosiddetto "affare di Leningrado". Nel 1954, dopo la morte di Stalin, fu riabilitato con decreto del Presidium del Comitato centrale del PCUS.